# Уэкер, Кендра
Кендра Рене Уэкер (англ. Kendra Renee Wecker; родилась 16 декабря 1982 года, Мэрисвилл, штат Канзас, США) — американская профессиональная баскетболистка, выступавшая в женской национальной баскетбольной ассоциации. Она была выбрана на драфте ВНБА 2005 года в первом раунде под общим четвёртым номером клубом «Сан-Антонио Силвер Старз». Играла на позиции лёгкого форварда.

## Ранние годы
Кендра родилась 16 декабря 1982 года в городке Мэрисвилл (Канзас) в семье Рэнди и Пэм Уэкер, у неё есть младший брат, Дёрк, а училась она там же в одноимённой средней школе, в которой играла за местную баскетбольную команду.